# Autonomer Bus (Bad Birnbach)

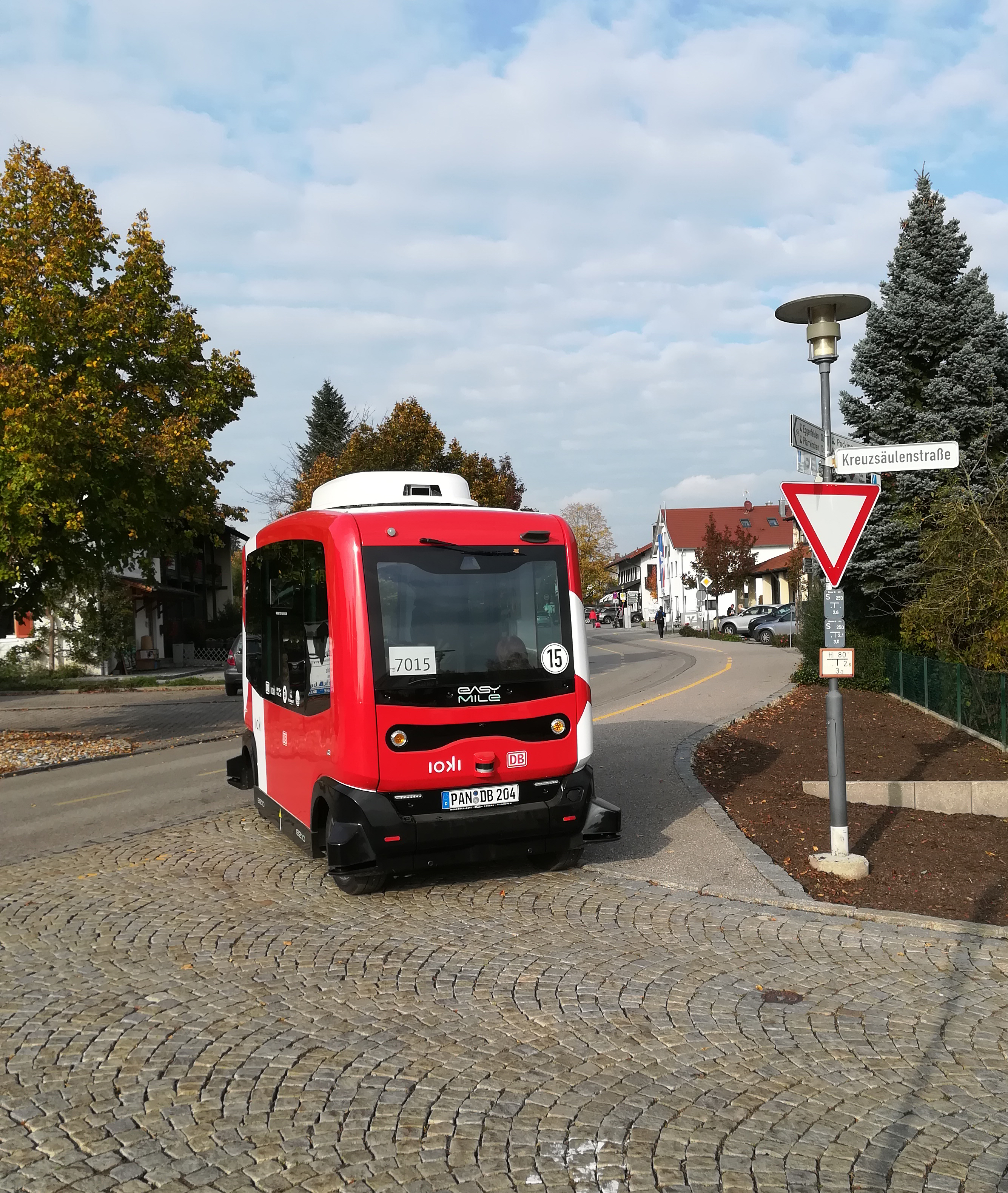
ioki-Bus der 2. Testphase

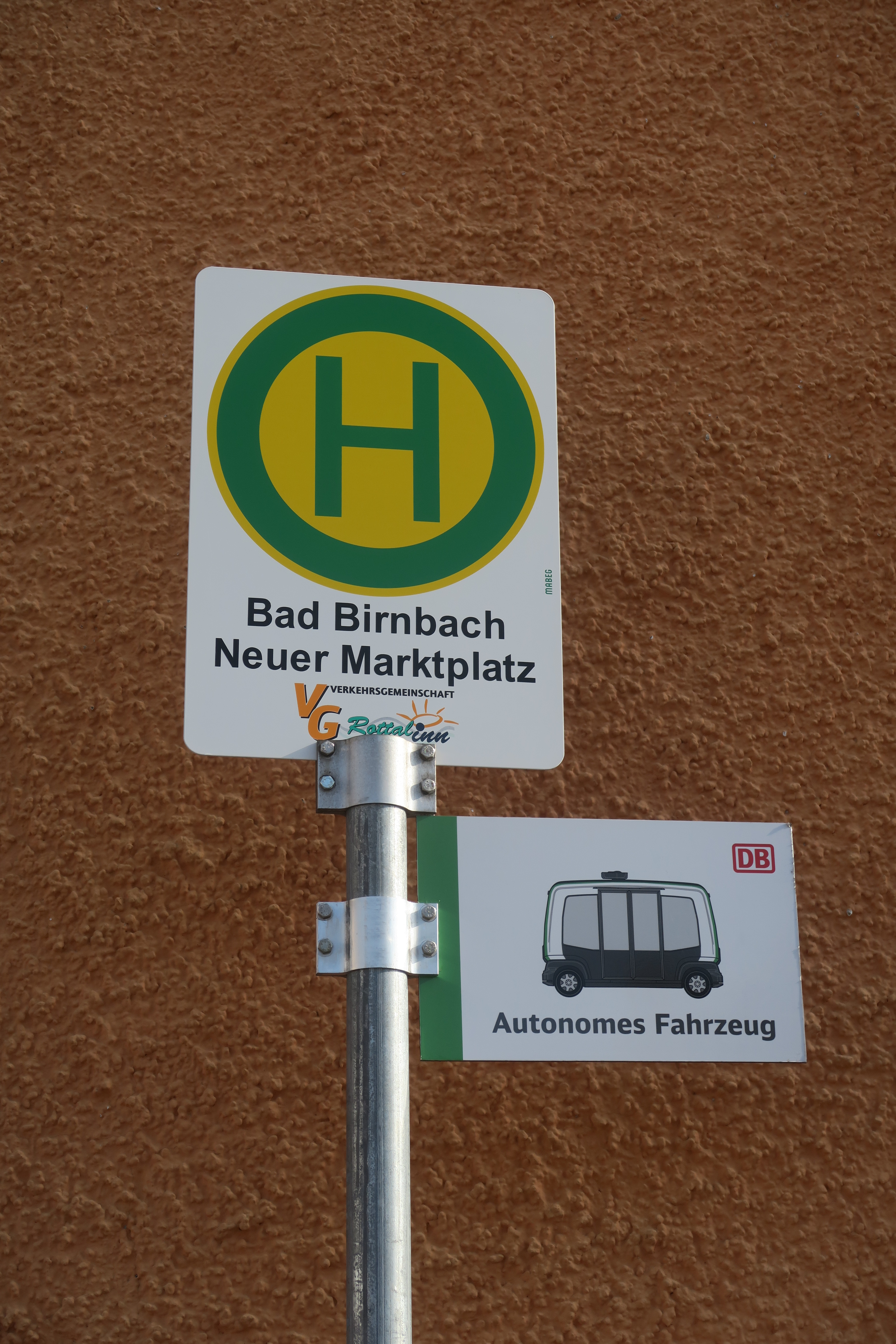
Haltestelle

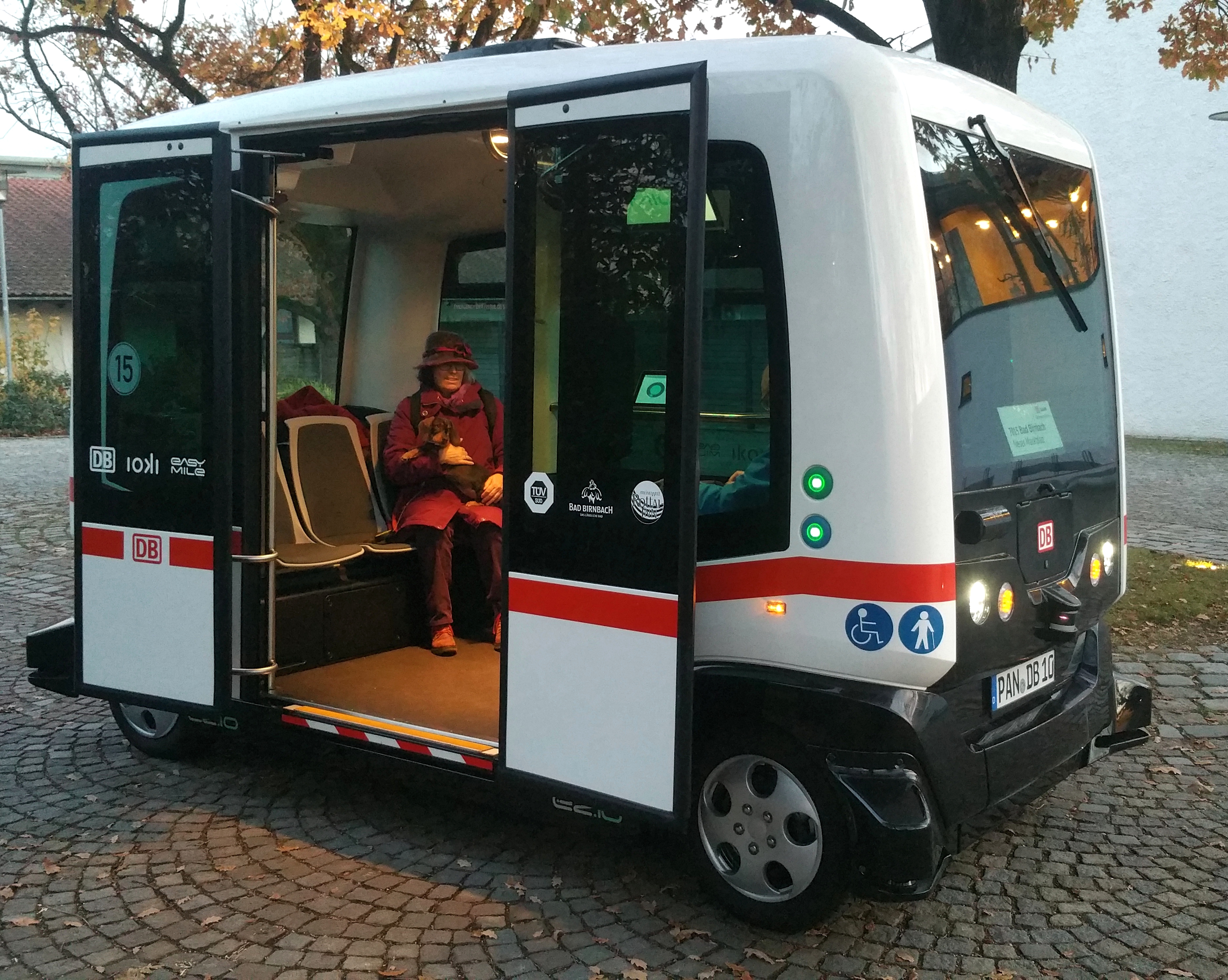
eKleinbus EZ10 in Bad Birnbach – Fahrzeug der ersten Generation

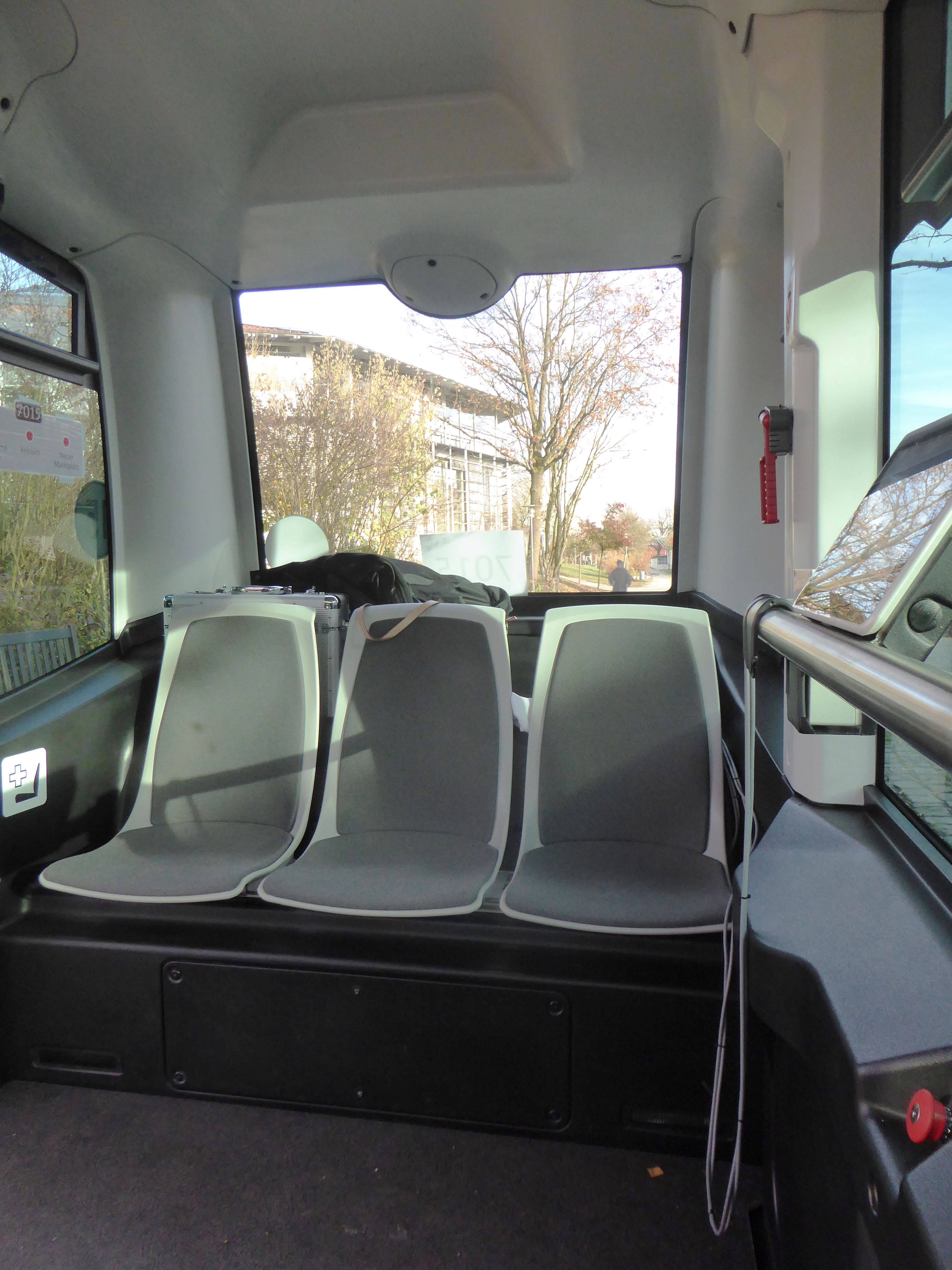
ioki-Bus, Bad Birnbach, Innenansicht eines Fahrzeugs der ersten Generation

Der autonome Bus in Bad Birnbach war ein 2017 begonnener Versuchsbetrieb für autonomes Fahren. Er war in den ÖPNV des Landkreises Rottal-Inn als Linien 7015 und 7016 eingebunden. Am 20. Dezember 2024 wurde die zumindest vorläufige Einstellung des Projekts zum 31. Dezember 2024 bekanntgegeben.

## Betrieb
In Bad Birnbach testet die Deutsche-Bahn-Tochter Regionalbus Ostbayern GmbH unter der Marke ioki seit dem 29. April 2017 den ersten fahrerlosen Bus Deutschlands. Dies geschieht in Zusammenarbeit mit dem Landkreis Rottal-Inn, der Marktgemeinde Bad Birnbach, dem TÜV Süd und dem Fahrzeughersteller.
Der autonome Bus benötigt im Prinzip keine neue Infrastruktur und wird durch GPS, Laserscanning und Odometrie geleitet. Die GPS-Daten überträgt Vodafone. Die Toleranz gegenüber der programmierten Route beträgt zwei Zentimeter. Weicht ein Fahrzeug weiter davon ab, wird eine Zwangsbremsung ausgelöst. Gleiches gilt, wenn sich ihm ein Hindernis in den Weg stellt. Das wird mit Sensoren, die das Fahrzeug nach allen Richtungen absichern, festgestellt.
Aus Sicherheitsgründen befindet sich während des Versuchsbetriebs noch ein Fahrtbegleiter im Fahrzeug, der händisch eingreifen und das Fahrzeug gegebenenfalls auch steuern kann. Während des Versuchsbetriebs kostet die Mitfahrt nichts, eine Fahrkarte ist nicht erforderlich. Während der Corona-Krise musste der Bus jedoch auf Grund der Abstandsverpflichtungen den Betrieb einstellen und wurde seit dem Oktober 2020 von einem herkömmlichen Dieselbus ersetzt.

## Erste Testphase
Am 25. Oktober 2017 startete der reguläre Fahrgastbetrieb. Er wird als Linie 7015 geführt. Die Linie wurde mit einem Fahrzeug betrieben und verkehrte alle 20 Minuten vom „Neuen Marktplatz“ über die Haltestelle „Artrium“ bis zur „Kurallee“ an der Rottal Terme. Die Streckenlänge betrug 700 Meter. Gefahren wurde mit etwa 8 km/h. Das ermöglichte bei einem Betrieb von 8 Uhr bis 18 Uhr 30 Fahrten pro Tag.
Im ersten Betriebsjahr wurden 20.000 Personen befördert. Es gab einen Unfall: Einen leichten Zusammenstoß mit einem ausparkenden Auto, der Blechschaden zur Folge hatte.

## Zweite Testphase
Ursprünglich für Sommer 2018 geplant, dann aber erst zum 7. Oktober 2019, wurde die Linie über die Haltestelle Rottal Terme hinaus über die Haltestelle Gries bis zu dem – vom Ortskern weit abgelegenen – Bahnhof Bad Birnbach verlängert. Eröffnet wurde dieser erweiterte Betrieb durch Bundesverkehrsminister Andreas Scheuer und Berthold Huber, Vorstand Personenverkehr der Deutschen Bahn AG. Damit befährt der Bus erstmals auch etwa 400 m der Bahnhofsstraße und damit einen Abschnitt im öffentlichen Straßenverkehr. Die Fahrstrecke beträgt insgesamt etwas über 2000 m. Bei der Fahrt über die etwa 500 m der Bahnhofsstraße löst der Bus für die Zeit, in der er sich im öffentlichen Straßenverkehr bewegt, eine Lichtzeichenanlage aus, die dem übrigen Straßenverkehr eine Geschwindigkeitsbeschränkung auf 30 km/h vorschreibt.
Für diese zweite Phase des Versuchsbetriebs werden zwei neue Busse eingesetzt, die für 15 km/h Höchstgeschwindigkeit zugelassen sind. Die zulässige Höchstgeschwindigkeit soll zu einem späteren Zeitpunkt auf 25 km/h erhöht werden. Sie sind nun im Nahverkehrs-Rot der Deutschen Bahn lackiert, haben ebenfalls sechs Sitzplätze, Rampen für Rollstuhlfahrer und verkehren von 8 bis 18 Uhr. Es gibt in diesem Linienbetrieb sechs Haltestellen. Sie werden im 30-Minuten-Takt unter der Liniennummer 7015 angefahren und sind auf den Fahrplan der Züge der Rottalbahn im Bahnhof Bad Birnbach abgestimmt. Neben dem Linienbetrieb wird mit einem zweiten Fahrzeug ein dem Anruf-Sammel-Taxi ähnlicher Service als Linie 7016 angeboten. Die Fahrt kann nur über eine entsprechende App gebucht werden. In diesem Betrieb werden 20 innerörtliche Haltestellen angefahren (vier davon sind identisch mit denen des Linienbetriebs).
Die Sicherungsgeräte in den Fahrzeugen reagieren sehr empfindlich auf Abweichungen vom Soll, sodass bei starkem Regen, Schneefall oder viel Laub auf dem Fahrweg der Betrieb eingestellt wird. Es erfolgt dann ein „Straßenersatzverkehr“ mit konventionellen Fahrzeugen. Das Gleiche galt während der Infektionswellen während der COVID-19-Pandemie in Deutschland.

## Ende
Am 20. Dezember 2024 wurde die Einstellung des Projekts zum 31. Dezember 2024 bekanntgegeben, da sich der Fahrzeughersteller Easymile im Laufe des Jahres 2025 aus dem Bereich der Personenbeförderung komplett zurückziehen wird. Für die Unterstützung des Betriebs in Bad Birnbach stünden damit keine Kapazitäten mehr zur Verfügung.